# Єдина інформаційна система соціальної сфери (ЄІССС)
Єдина інформаційна система соціальної сфери (ЄІССС) — єдина комплексна інформаційно-аналітична система соціальної сфери, що призначена для накопичення, зберігання та автоматизованого оброблення інформації щодо соціального захисту населення, створена з урахуванням новітніх інформаційних та управлінських технологій, єдиних сучасних стандартів якості обслуговування заявників, можливостей вироблення ефективних організаційних і структурних рішень. Держателем Єдиної інформаційної системи соціальної сфери є Міністерство соціальної політики України, а адміністратором - Державне підприємство "Інформаційно-обчислювальний центр Міністерства соціальної політики України".

## Історія впровадження
Створення Єдиної інформаційної системи соціальної сфери (ЄІССС) передбачено Стратегією цифрової трансформації соціальної сфери, схваленою Урядом України в жовтні 2020 року. Згідно з цією Стратегією ЄІССС покликана автоматизувати та централізувати всі ділові процеси в соціальній сфері, які організаційно та технічно розрізнені за кількома інформаційними системами, значною мірою дублюють одна одну, ґрунтуються на застарілих технологіях, внаслідок чого слабко контролюються, створюють невиправдані складнощі під час отримання громадянами різних видів соціальної підтримки, призводять до нераціонального використання державних коштів, зокрема й до зловживань з ними.
Згідно з рішенням Кабінету Міністрів України (постанова № 1278 від 11.11.2020) створення ЄІССС розпочато в межах експериментального проєкту із запровадження її першої черги.
Фактично роботи зі створення ЄІССС розпочалися у травні 2021 року, коли міжнародним донором, який фінансує реалізацію проєкту, було визначено на конкурсних засадах розробника програмного забезпечення першої черги ЄІССС. Ним стала група компаній «Медирент».
У період з травня по грудень 2021 року створено та запущено в тестовому режимі технологічне ядро ЄІССС:
- Єдиний соціальний реєстр (містить інформацію про більш ніж 6 млн громадян — отримувачів різних видів соціальної підтримки);
- базові підсистеми «Єдиний соціальний процесинг», «Соціальне казначейство», «Електронний бюджет» тощо — забезпечують можливість централізованого приймання та розгляду заяв про надання різних видів соціальної підтримки, їх призначення, нарахування та виплату;
- інформаційний обмін ЄІССС з 5 іншими державними інформаційними системами (включно з інформаційними системами Міністерства Соціальної Політики, Пенсійного фонду, Міністерства Юстиції, Міністерство цифрової трансформації України (Дія), Податкової служби) — забезпечує обмін даними, а також верифікацію інформації, необхідної для надання тих чи інших видів соціальної підтримки;
- низка прикладних підсистем — забезпечують призначення та виплату окремих (загалом 6 найпоширеніших) видів соціальної допомоги.

## Перелік доступного функціоналу
Станом на листопад 2022 року Єдина інформаційна система соціальної сфери ЄІССС працює в промисловому режимі за низкою функціоналів:
- соціальна підтримка ВПО (надається понад 2 млн осіб);
- надання соціальних послуг на Порталі Дія — подання заяв на усиновлення дітей;
- отримання громадянами виплат від міжнародних організацій — за допомогою Єдиного соціального реєстру, що є ядром ЄІССС, проведено верифікацію даних і формування списків на виплату для більш ніж 4 млн осіб, які подали заявки через систему єДопомога[4];
- підтвердження статусу людей з інвалідністю — надання верифікованої інформації про наявність інвалідності з інформаційних систем МСП та Пенсійного фонду під час звернення по соціальну допомогу, перетину кордону та в інших випадках (загалом налічується понад 2,5 млн людей з інвалідністю);
- шеринг документів — автоматичне отримання з використанням порталу Дія документів, що містяться в інформаційних системах держави та необхідні для надання різних видів соціальної підтримки;
- реєстр надавачів соціальних послуг — єдина загальнодержавна централізована база даних юридичних та фізичних осіб, які мають право надавати соціальні послуги громадянам.